# زیردریایی یو-۶۹۱
زیردریایی یو-۶۹۱ (به انگلیسی: German submarine U-691) یک زیردریایی بود.